# Claudia Salinas
Pour les articles homonymes, voir Salinas.
Claudia Salinas, née le 19 août 1983 à Monterrey au Mexique, est un mannequin et une actrice mexicaine.

## Biographie
En 2011, dans le classement des « 100 plus belles femmes du monde » selon FHM, elle est classée 43e.

## Filmographie
actrice
- 2013 : The Jeselnik Offensive (série télévisée) : la fille à la bague
- 2013 : Cheap Thrills : la strip-teaseuse
- 2012 : Loco Amor (court métrage) : Medo
- 2012 : Aspen the Series (série télévisée) : l'hôtesse de l'air
- 2011 : The Custom Mary : Group Mary
- 2011 : Saving Private Perez : Chayito
- 2010 : Dragon's Realm: The Search for the Forgotten Art : Grace
- 2009 : Crossing Over : Mireya Look-Alike
- 2008 : Hell Ride : Angelina
- 2004 : Dirty Dancing: Havana Nights : la danseuse
- 2004 : Habla Again (documentaire) : elle-même
- 2003 : Sex and the City (série télévisée) : le mannequin

réalisatrice
- 2006 : Alex & Rita (court métrage)